# ハプログループF (mtDNA)
ハプログループF (mtDNA)（ハプログループF (ミトコンドリアDNA)、英: Haplogroup F (mtDNA)）とは、分子人類学で用いられる、人類のミトコンドリアDNAハプログループ（型集団）の分類のうち、ハプログループNの子系統「R9」を祖先に持ち「249d」、「6392」、「10310」などの特徴的変異をもつもので、サブクレードは、F1、F2、F3、F4などである。

## 概略

### 起源
この型の祖系の「R9」はNから分岐した系統にあたる。

### 分布
ハプログループFは、現在東南アジア最大規模の人口を持つグループである。
高頻度で見られる地域は、ニコバル諸島（50%）・インドのアルナーチャル・プラデーシュ州（31%）・ジャワ（28%）・小スンダ列島（23%）・中国大陸の長江以南（特に雲南省のラフ族77%・広州26%）・ベトナム（26%）・ラオス・フィリピン（29%）・台湾原住民（27%）・日本（6.4%）などである。全体としてオーストロアジア系民族やオーストロネシア系民族で高頻度である。中央アジアとメラネシアでは低頻度であり、アメリカ大陸では検出されていない。北アジアでもほとんど観察されないが、例外的にケット人においては23.7%の中頻度で観察される。

### 日本での分布
日本列島では、現在、日本人の約5.34%ないし約6.4%がこのハプログループFに属している。全国に広く分布しているが、沖縄県では比較的少ない傾向にある（平取町アイヌ 1/51 = 2.0% F1b、沖縄 1/50 = 2.0% F1b、沖縄 8/326 = 2.5%、東海 16/282 = 5.7%、宮崎県 6/100 = 6.0%、北海道 14/217 = 6.5%、岐阜県立病院にて受診をした人 208/2906 = 7.16%、北九州 19/256 = 7.4%、東京（JPT) 9/118 = 7.6%、東北 28/336 = 8.3%）。
日本に於けるサブクレードに関してはF1b（41/1312 = 3.13%）、殊にF1b1a（3.2%）が多くて、日本に於けるハプログループFの大半を占めている。その次にはF1a1b（1.0%）が日本で比較的多く見られる。

### 日本人トップアスリートの身体能力との関連
近年、日本人のトップアスリートたちの身体能力とミトコンドリアDNAの研究が進むにつれ、瞬発系・パワー系の競技者群において、ハプログループFの頻度が高いことが指摘されている。これは、ハプログループFは、細胞内のCa2+濃度の調節や解糖系によるATP生成速度、筋収縮の速度に差があるのではないかと指摘されている。

## 系統樹
ハプログループFのサブクレードの系統樹は、マニス・バン・オーブンとマンフレッド・カイザーの論文に基づく。
- F
  - F1 日本（東北地方等・計5.2%[13]）
    - F1+T16189C!+A14566C
      - F1+T16189C!+A14566C+G7852A タイ王国（ローイエット県東北部タイ人[27]）、日本[27]
      - F1+T16189C!+A14566C+G8533A カンボジア（コンポンチャム州チャム族[27]）

    - F1a'c
      - F1a ミャンマー（チン族[28]）
        - F1a1 韓国[29]、日本[29]（東京都・愛知県[27]）、中国[29] （TMRCA 10,700 [99% CI 11,925 - 9,553]年前[29]、TMRCA 10863.5 [SD 2990.7]年前[30]）
          - F1a1a ベトナム[29]、インドネシア[29]、ウズベキスタン[29]、中国[29]（0.162%[31]）、台湾[29]、メキシコ[29]、オランダ[29]、ミャンマー（ラカイン族・チン族・ビルマ族・計0.75%[28]）
            - F1a1a1 カンボジア[29][27]（クメール 8.7%[32]）、ベトナム[29][27]、タイ王国[29][27]、ラオス[27]、マレーシア（ジャハイ族[27]）、シンガポール[27]、インドネシア[29][27]、ミャンマー（ラカイン族・ビルマ族・計0.75%[28]）、インド（ニコバル人[27][33]）、中国[27]（0.042%[31]）、台湾[27]

          - F1a1b 日本（1.0%[13]）、韓国[29][27]、中国（0.051%[31]）
          - F1a1c 中国[29]（0.452%[31]）、カザフスタン[29]、日本[29]（0.3%[13]）、パキスタン[29]（パンジャーブ[27]）、モンゴル[27]、ロシア（ブリヤート[27]）、タイ王国（モーケン[27]）、ミャンマー（チン族[28]）
          - F1a1d 台湾[29]（タオ族[27]、ブヌン族[27]、ツォウ族[27]、ルカイ族[27]、パイワン族[27]）、タイ王国[29]、中国[29]（0.618%[31]）、フィリピン[29]、ベトナム[27]、カンボジア[27]、マレーシア[27]、シンガポール[27]
          - F1a1e (F1a1+T8433C) 中国（江蘇省漢族1人・計0.0046%[31]）
          - F1a1f (F1a1+A10972G)
          - F1a1g (F1a1+A16497G) 中国（漢族 0.143%[31]）、ロシア（カルムイク人[27]）、日本[29]
            - F1a1g1 (F1a1g+G7976A)
            - F1a1g2 (F1a1g+T1896C) 中国（新疆ウイグル族[27]）
            - F1a1g3 (F1a1g+T4313C)

          - F1a1h (F1a1+T9141C)
            - F1a1h1 (F1a1h+T16243C) ベトナム[29]（ラフ族[27]）、中国[29][27]、台湾[27]
              - F1a1h1a (F1a1h1+A5265G) タイ王国（カーラシン県プータイ族[27]）
              - F1a1h1b (F1a1h1+A1763G) ベトナム[27]

            - F1a1h2 (F1a1h+T15283C) タイ王国（リス族[27]）
            - F1a1h3 (F1a1h+A3579G) ベトナム[29]（ホーチミン市キン族[27]）、タイ王国（中部タイ人[27]）、中国[29]

          - F1a1i (F1a1+G15884A) 中国（湖南省漢族1人・四川省漢族1人・広東省漢族1人・計0.014%[31]）
            - F1a1i1 (F1a1i+G11176A) タイ王国（ヤオ族・北部タイ人[27]）、中国（貴州省ミャオ族[27]）
            - F1a1i2 (F1a1i+A1860G) 台湾[27]、中国[27]

          - F1a1j (F1a1+G94A) 中国（漢族 0.037%[31]）
            - F1a1j1 (F1a1j+A12715G) 中国（土家族[27]）
              - F1a1j1a (F1a1j1+G5147C)
              - F1a1j1b (F1a1j1+C1310T) 韓国[27]、日本（愛知県[27]）
              - F1a1j1c (F1a1j1+A9336G) 韓国[27]
                - F1a1j1c1 (F1a1j1c+G8251A) 中国（黒竜江省ダウール族2人[27]）

              - F1a1j1d (F1a1j1+G750A)

            - F1a1j2 (F1a1j+T6071C) 中国[27]

          - F1a1k (F1a1+G8697A) 中国（江西省漢族1人・山東省漢族1人・浙江省漢族1人・江蘇省漢族1人・計0.018%[31]）
            - F1a1k1 (F1a1k+G14258A) 中国（福建省漢族1人[27]）
            - F1a1k2 (F1a1k+A5258G)

          - F1a1l (F1a1+C5435T) 韓国[27]
            - F1a1l1 (F1a1l+T6216C) ロシア（チェルカン・テレウト[27]）

          - F1a1m (F1a1+A5322C) 中国（安徽省漢族1人・計0.0046%[31]）
          - F1a1n (F1a1+A16335G) 中国（漢族 0.037%[31]）、カザフスタン[29]
            - F1a1n1 (F1a1n+A8507G)
              - F1a1n1a (F1a1n1+C14225T) 馬祖島[27]
              - F1a1n1b (F1a1n1+G16244A) 中国（河北省[27]）、ベトナム（キエンザン省[27]）

            - F1a1n2 (F1a1n+G251A) 中国[29]

          - F1a1o (F1a1+C8282A) 中国（新疆ウイグル族[27]）
          - F1a1p (F1a1+C16292T) タイ王国[29]
          - F1a1q (F1a1+C6927T)
          - F1a1r (F1a1+C14773T) 韓国[29]

        - F1a2 ベトナム[29][27]、中国[29][27]（0.180%[31]）、タイ王国[27]
          - F1a2a (F1a2+C16465T) 中国（トン族等[27]）、ベトナム（Thai族[27]）、タイ王国（Mon族[27]）
            - F1a2a1 (F1a2a+G7444A) 中国[27]
              - F1a2a1a (F1a2a1+A8659G) タイ王国（Nyaw族・プータイ族[27]）

            - F1a2a2 (F1a2a+A9053G!) 中国（湛江市漢族[27]）

          - F1a2b (F1a2+C5191T) タイ王国（クイ族・コンムアン・中部タイ人[27]）、中国（傣族・貴州省漢族[27]）
            - F1a2b1 (F1a2b+T16224C) タイ王国（Hmong族[27]）
              - F1a2b1a (F1a2b1+G7853A) タイ王国（Hmong族[27]）、ベトナム（Hmong族[27]）
                - F1a2b1a1 (F1a2b1a+G8902C) タイ王国（Hmong族[27]）

            - F1a2b2 (F1a2b+C13599T) タイ王国（タイユアン族[27]）

        - F1a3
          - F1a3a フィリピン[29]（パラワン島バタク族・バターン州アエタ族・アバクノン語話者[27]）、台湾[27]、中国[29]（0.046%[31]）
            - F1a3a1 (F1a3a+A16129G!!+G16390A) 台湾[27]
              - F1a3a1a (F1a3a1+T8705C+A16284G) 日本[29]（中部北陸地方・計0.1%[13]、愛知県・東京都[27]）、韓国[29]、中国（吉林省朝鮮族[27]）
              - F1a3a1b (F1a3a1+G3531A) 台湾（ブヌン族・プユマ族等[27]）

            - F1a3a2 (F1a3a+C150T+C4011T+T16189C!) フィリピン[29]（イバタン族[27]）
            - F1a3a3 (F1a3a+C15452T) フィリピン[29]（イバタン族[27]）、台湾[27]
              - F1a3a3a (F1a3a3+G14323A) 台湾（アミ族・ブヌン族・ツォウ族等[27]）
                - F1a3a3a1 (F1a3a3a+A5432G) 台湾（ツォウ族[27]）

            - F1a3a4 (F1a3a+T11899C) インドネシア（バンジャルマシンバンジャル族[27]）
            - F1a3a5 (F1a3a+A8985G) 台湾（プユマ族・アミ族等[27]）
            - F1a3a6 (F1a3a+T10463C) 中国[27]（河南省漢族1人・上海市漢族1人・山東省漢族1人・浙江省漢族1人・江蘇省漢族1人・計0.023%[31]）
            - F1a3a7 (F1a3a+G4113A) フィリピン[27][29]
            - F1a3a9 (F1a3a+G15148A) フィリピン[29]、マレーシア[29]、インドネシア[29]

          - F1a3+T318C 中国[27]
            - F1a3+T318C+G54C+A8718G
              - F1a3b (F1a3+T318C+G54C+A8718G+G53A+C13044T) 中国[29][27]（0.120%[31]）、台湾[27]、カザフスタン[27]

          - F1a3c (F1a3+C10223T) タイ王国（フアン族・タイダム族[27]）、中国（漢族[27]）
            - F1a3c1 (F1a3c+C868T) タイ王国（タイダム族[27]）
            - F1a3c2 (F1a3c+C3116T) タイ王国（タイユアン族[27]）
              - F1a3c2a (F1a3c2+A1037G) タイ王国（パラウン族[27]）

            - F1a3c3 (F1a3c+T8618C) タイ王国（タイユアン族・中部タイ人[27]）

          - F1a3d (F1a3+T8618C) 中国（湖北省漢族1人・計0.0046%[31]）
          - F1a3e (F1a3+C11860T) タイ王国（中部タイ人[27]）
            - F1a3e1 (F1a3e+G5252A) 中国（ウイグル族[27]）

          - F1a3f (F1a3+A15322G) 中国[27]

      - F1b
        - F1b1 ミャンマー（ナガ族[28]）
          - F1b1a 日本（3.2%[13]）、朝鮮民族、中国（0.106%[31]）、アメリカ合衆国[27]
            - F1b1a1
              - F1b1a1* 日本（0.3%[13]）、韓国[29]、中国[29]
              - F1b1a1a 日本[27][29]（2.3%[13]）、韓国[27]、アメリカ合衆国（黒人[27]）、中国（0.046%[31]）

            - F1b1a2 日本[29][27]（0.5%[13]）

          - F1b1b　ロシア（シベリア先住民のケット・トゥヴァ・トファ・ヤクート・エヴェン、コーカサス先住民のアディゲ、ペルミ州のロシア人等）、トルコ、カザフ、キルギス、アフガニスタン（タジク）、中国（ウイグル、ダウール、漢族[0.018%[31]]等）
          - F1b1c 中国（イ族、漢族[0.162%[31]]等）、ベトナム（ラチ族、ロロ族）、ミャンマー（ビルマ族[28]）、ネパール、パキスタン、ウズベキスタン（カラカルパク）、グルジア、ロシア（ハムニガン、ブリヤート、バシコルトスタン）
          - F1b1d 日本（0.2%[13]）、韓国
          - F1b1e ロシア（ヤクート、ブリヤート、ハムニガン、カラノガイ）、トルコ、キルギス、モンゴル、中国（ウイグル、ダウール、オロチェン、漢族[0.180%[31]]等）
          - F1b1f ロシア（エヴェンキ、ヤクート、ブリヤート）、中世のハンガリー（アヴァール）、トルコ、カザフスタン、モンゴル、中国（ウイグル、漢族[0.032%[31]]）
          - F1b1g (F1b1+C3533T+G13759A+A15398G) アゼルバイジャン
          - F1b1h (F1b1+A8774G) ロシア（ロシア人）、クロアチア、トルコ、トルクメン、キルギス、ハンガリー（中世の人骨）

      - F1c ミャンマー、韓国、中国（0.711%[31]）、日本（0.1%[13]）、パキスタン、バングラデシュ、インド、ウクライナ
        -           -             - F1c1a1 ミャンマー（ビルマ族[28]）
            - F1c1a2 ミャンマー（チン族・ラカイン族・ビルマ族・ナガ族・計5.5%[28]）

      - F1d 香港、シンガポール、ミャンマー、ネパール、台湾、中国（0.512%[31]）、北マケドニア、日本（0.2%[13]）、南アフリカ
        - F1d2 (F1d+G5460A) 香港[29]、ネパール[29]
        - F1d1'3 （F1d+T146C!） 日本[29]、中国[29]、阿史那皇后[29]
          - F1d1 中国[27]（0.065%[31]）、日本[29][27]
            - F1d1a (F1d1+A16284G) 中国[29]（チベットや北京等[27]）、ネパール[27]、ミャンマー[29]、タイ王国[27]、南アフリカ[29]

          - F1d3 (F1d+T146C!+A16309G) 中国[29][27]、台湾[29][27]、シンガポール[27]、日本[29][27]、北マケドニア[29]

      - F1e 中国（0.568%[31]）、日本（0.2%[13]）
        - F1e1 中国（0.078%[31]）
          - F1e1a 日本[29]（0.1%、東北地方及び中部北陸地方[13]）、中国（漢族 江西省1人・安徽省1人・上海市1人・江蘇省1人・計0.018%[31]）
          - F1e1b (F1e1+A238G) 中国（貴州省ミャオ族[27]）

        - F1e2'3
          - F1e2 中国[29][27]（0.037%[31]）、タジキスタン（キルギス族[27]）
          - F1e3 中国[29][27]（0.254%[31]）、香港[29]、ベトナム[29][27]、タイ王国[27]、ラオス[27]

      - F1f ミャンマー、ベトナム、タイ王国、カンボジア、中国（0.323%[31]）、インドネシア
      - F1g 中国[29][27]（0.669%[31]）、ネパール[27]、タジキスタン（キルギス人[27]）、パキスタン[29]（コー人[27]）、インド（パールシー[27]）、サウジアラビア[29]、ロシア（ハカシヤ[27]）、ベトナム（キン族[27]、フラ族[27]）、タイ王国（タイ・ルー族[27]、Mon族[27]）
        - F1g1 中国（0.249%[31]）、ベトナム（ヤオ族、Hmong族）、タイ王国（Hmong族）

  - F2
    - F2a
      - F2a(xF2a1) 中国（1.02%[31]）、台湾[27]、日本[29][27]（0.5%、九州・沖縄地方以外全国[13]）、カザフスタン[29]、ベトナム[29]（パテン族[27]）、カナダ[27]、ハンガリー（今より約1030年前の人骨[27]）
      - F2a1 中国[29]（0.448%[31]）、香港[29]、台湾[27]、ベトナム（Phu La族[27]）、タイ王国（ラフ族[27]、リス族[27]）、マレーシア[27]、シンガポール[27]、日本（0.1%、中部北陸地方[13]）

    - F2b 中国（0.383%[31]）、台湾、ネパール、ベトナム、タイ王国、シンガポール、ロシア（ヤクート[27]、チェルカン[27]、トゥバ[27]、ブリヤート[27]）
    - F2c 中国[29][27]（0.360%[31]）
      - F2c1 中国[29][27]（0.152%[31]）、日本[29]
      - F2c+A761G カザフスタン[29]
        - F2c2 中国[29][27]（0.042%[31]）、キルギス[27]

    - F2d 中国（0.443%[31]）、シンガポール、カザフスタン、日本（0.1%、九州地方[13]）
    - F2e 中国（0.125%[31]）、ベトナム（キン族[27]、ヤオ族[27]）、タイ王国（フアン族[27]、ユアン族・コンムアン[27]）、シンガポール[27]
    - F2f 中国[27]（0.157%[31]）、韓国[29]、日本[27]（0.1%、関東甲信越地方及び東北地方[13]）、パキスタン[29]（ハザーラ[27]）、アゼルバイジャン（タリシュ[27]）、ロシア（バシキール[27]）、ポーランド[29]

  - F3 (旧名 R9a) スマトラ・中国（1.038%[31]）・ボルネオ・フィリピン・台湾など。
    - F3a タイ王国[29]、中国[29] (0.905%[31])、日本（0.1%、中部北陸地方[13]）
      - F3a1 タイ王国[29]、中国[29]（0.628%[31]）、ベトナム[29]

    - F3b 中国[29]（0.111%[31]）、日本[27]（0.3%、中部北陸地方・近畿地方・九州地方[13]）、タイ王国[27]
      - F3b1 レユニオン[29]、フィリピン[29]、台湾[29]、インドネシア[29]、中国（0.028%[31]）、アメリカ合衆国[29]、フランス[29]、スペイン[29]

  - F4 中国（0.831%[31]）
    - F4a
      - F4a1
        - F4a1a 台湾[29]、中国[29][27]（0.245%[31]）、日本[29][27]（0.1%、中部北陸地方[13]）、カナダ（ケベック州[27]）
        - F4a1b 韓国[29]、中国[29][27]（0.157%[31]）、日本[27]

      - F4a2 中国[29][27]（0.175%[31]）、台湾[27]、タイ王国[27]、ラオス[27]、カンボジア[27]

    - F4b フィリピン[29]、中国[29][27]（0.166%[31]）、台湾[27]（特に原住民）、シンガポール[27]、タイ王国[27]、マダガスカル[27]、アメリカ合衆国[27]

| ヒトのミトコンドリアDNAハプログループの系統樹 |                          |    |    |    |    |     |    |    |    |    |    |    |    |    |    |    |    |    |    |    |   |   |   |   |   |    |    |   |   |   |   |  |  |  |  |  |  |
|                                               | ミトコンドリア・イブ (L) |    |    |    |    |     |    |    |    |    |    |    |    |    |    |    |    |    |    |    |   |   |   |   |   |    |    |   |   |   |   |  |  |  |  |  |  |
| L0                                            | L1                       | L5 | L2 | L6 | L4 | L3  | L3 | L3 | L3 | L3 | L3 | L3 | L3 | L3 | L3 | L3 |    |    |    |    |   |   |   |   |   |    |    |   |   |   |   |  |  |  |  |  |  |
| L0                                            | L1                       | L5 | L2 | L6 | L4 |     |    |    |    |    | M  | M  | M  | M  | M  |    | N  | N  | N  | N  | N |   |   |   |   |    |    |   |   |   |   |  |  |  |  |  |  |
| L0                                            | L1                       | L5 | L2 | L6 | L4 | M7  |    | M8 | M8 |    | M9 |    | D  | G  | Q  | N1 |    | N2 |    | N9 |   | A | O | S | X |    | R  | R | R | R | R |  |  |  |  |  |  |
| L0                                            | L1                       | L5 | L2 | L6 | L4 | M7a | C  | Z  | E  | I  | W  | Y  | D  | G  | Q  | R0 | R0 |    | R9 |    | B | A | O | S | X | JT | JT | P | U |   |   |  |  |  |  |  |  |
| L0                                            | L1                       | L5 | L2 | L6 | L4 | M7a | C  | Z  | E  | I  | W  | Y  | D  | G  | Q  | HV | HV | F  | J  | T  | B | A | O | S | X | K  |    | P |   |   |   |  |  |  |  |  |  |
| L0                                            | L1                       | L5 | L2 | L6 | L4 | M7a | C  | Z  | E  | I  | W  | Y  | D  | G  | Q  | H  | V  | F  | J  | T  | B | A | O | S | X | K  |    | P |   |   |   |  |  |  |  |  |  |